# Indianergoldhähnchen

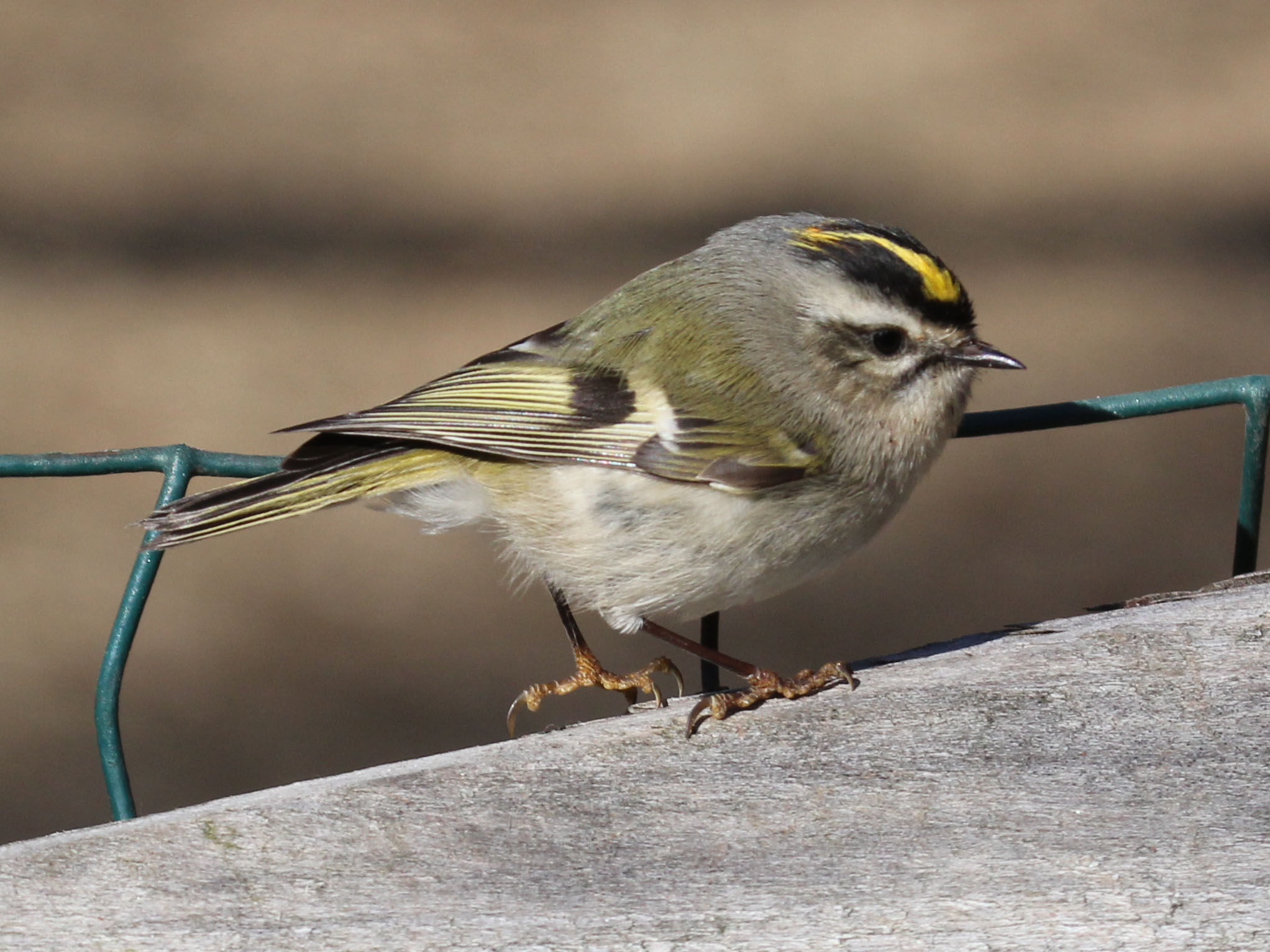
Männchen

Das Indianergoldhähnchen (Regulus satrapa), auch Satrap genannt, ist ein 9 cm kleiner amerikanischer Singvogel.

## Merkmale
Der Altvogel ist an der Oberseite oliv-grau und an der Unterseite weiß gefärbt und hat weiße Flügelbinden, schwarze Augenstreifen und eine schwarzumrandete gelbe Haube. Das Männchen besitzt in der Mitte der gelben Haube einen orangen Fleck. Beim Weibchen fehlt dies dagegen. 

## Verbreitungsgebiet
Das Indianergoldhähnchen brütet in Nadelwäldern in Kanada, im Nordosten und Westen der USA, im Hochland von Mexiko und Guatemala. Im Osten und Mittleren Westen Nordamerikas dehnt sich das Verbreitungsgebiet des Indianergoldhähnchens aus, da es von der Anpflanzung von Kiefern und Fichten profitiert.
Die nördlichsten Populationen ziehen im Winter in den Süden, ein großer Teil der Population verbleibt jedoch im Brutgebiet.

## Lebensweise
Der Vogel sucht in Bäumen oder im Gestrüpp nach Spinnen, Insekten und deren Eiern. Das tiefe federgepolsterte Schalennest hängt gut getarnt am Ast eines Nadelbaumes. Das Gelege besteht aus acht bis neun Eiern. Die Brutzeit fällt in die Monate Mai und Juni. 

## Einzelbelege
1. ↑   Alderfer, S. 465